# Pygeum gazelle-peninsulum
Pygeum gazelle-peninsulum är en rosväxtart som beskrevs av Kanehira och Hatusima. Pygeum gazelle-peninsulum ingår i släktet Pygeum och familjen rosväxter. Inga underarter finns listade i Catalogue of Life.